# 온산고등학교
온산고등학교(溫山高等學校)는 대한민국 울산광역시 울주군 온산읍 덕신리에 있는 공립 고등학교이다.

## 학교 연혁
- 2014년 6월 17일 : 온산고등학교(가칭) 시설 공사 착공
- 2014년 12월 19일 : 울산광역시 온산고등학교 설치 조례 개정 공포
- 2015년 3월 1일 : 개교 (일반 4개 학급, 특수 1개 학급)
- 2015년 3월 1일 : 손영재 초대 교장 취임
- 2015년 3월 3일 : 제1회 입학식(입학생 남 64명, 여 62명 계 126명)
- 2015년 7월 30일 : 온산고등학교 건물 준공
- 2015년 8월 10일 : 온산고등학교 신축건물로 이전
- 2018년 2월 12일 : 제1회 졸업식(졸업생 남 63명, 여 61명 계 124명)
- 2024년 3월 1일 : 제5대 서정숙 교장 취임
- 2024년 12월 30일 : 제8회 졸업식(졸업생 남 50명, 여 43명 계 93명)
- 2025년 3월 4일 : 제11회 입학식(입학생 남 58명, 여 66명 계 124명)

## 참고 자료
- 온산고등학교 - 한국교육학술정보원 학교알리미